# George Plympton
George H. Plympton (Brooklyn, New York, 2 september 1889 – Bakersfield (Californië), 11 april 1972), was een Amerikaanse scenarioschrijver. Hij werkte aan bijna 300 films mee. Zijn oudste bekende werk dateert uit 1912. In deze periode legde hij zich vrijwel geheel toe op westerns. Na introductie van de geluidsfilm was begaf hij zich buiten dit genre. Hij was actief tot 1957.  

## Gedeeltelijke filmografie
- Tarzan the Fearless (1936)
- Flash Gordon (1936)
- The Spider's Web (1938)
- The Phantom Creeps (1939)
- The Green Hornet (1940)
- Flash Gordon Conquers the Universe (1940)
- The Masked Marvel (1943)
- Chick Carter, Detective (1946)
- Brick Bradford (1947)
- Superman (1948)
- Batman and Robin (1949)
- Atom Man vs. Superman (1950)

- Bibsys: 10075281
- Biblioteca Nacional de España: XX1678702
- Gemeinsame Normdatei: 141416599
- International Standard Name Identifier: 0000 0001 1879 4839
- Library of Congress Control Number: n87914305
- SNAC: w65h8qkw
- Système universitaire de documentation: 177237740
- Virtual International Authority File: 122015367
- WorldCat: E39PBJbGXCjJJxmM7dkpHTrXh3